# Ydessa Hendeles

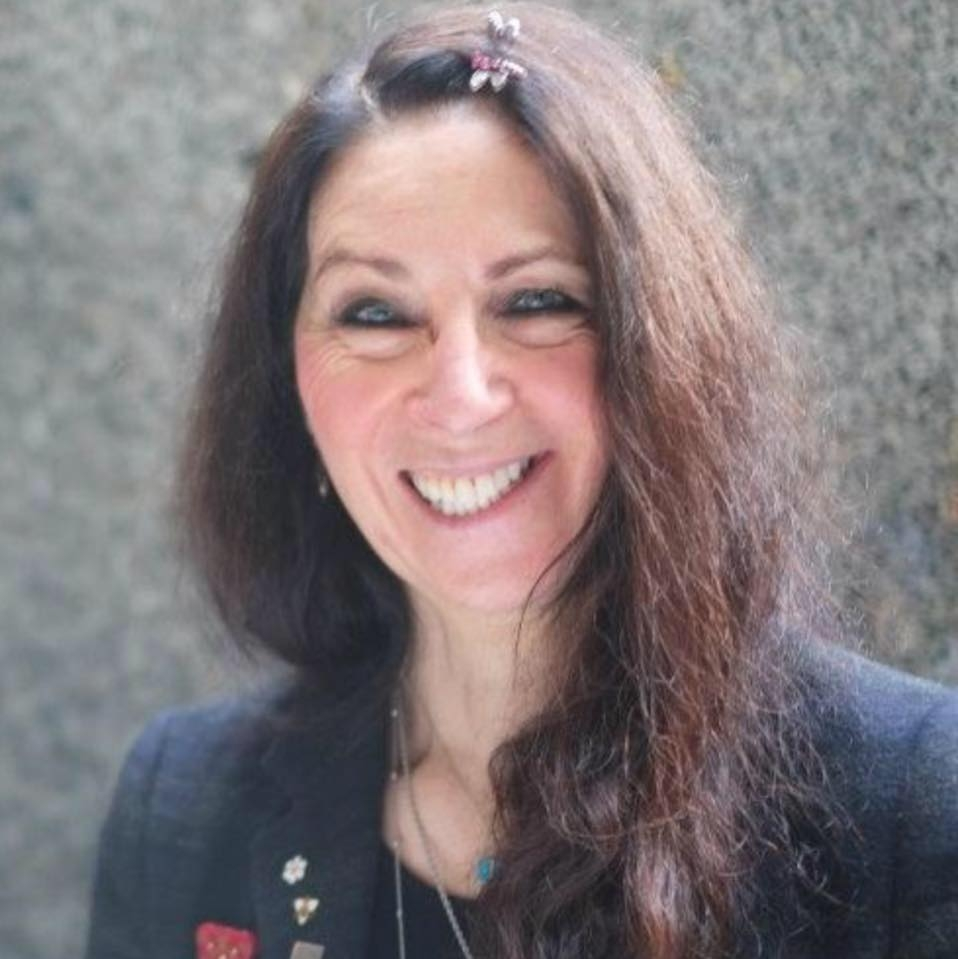
Ydessa Hendeles, 2012

Ydessa Hendeles (* 27. Dezember 1948 in Marburg, Hessen) ist eine kanadische Künstlerin, Kunsttherapeutin, Kunstsammlerin, Galeristin, Kuratorin und Mäzenin.
Unter dem Namen The Ydessa Gallery gründete sie 1980 in ihrer Heimatstadt Toronto eine Galerie, von der bedeutende Impulse für das kulturelle Leben in der Provinz Ontario ausgingen. Mit der Ydessa Hendeles Art Foundation eröffnete sie 1988 die erste privat finanzierte Ausstellungshalle zeitgenössischer Kunst in Kanada.

## Leben
Als einzige Tochter der jüdischen Eheleute Dorothy Hendeles, geborene Zweigel (auch Dorka Dwora Cwajgel, 1916–2012), und Jacob Hendeles (1917–1987), die das KZ Auschwitz überlebt hatten, wurde Ydessa Hendeles 1948 in Marburg geboren. Dort hatten ihre aus Polen stammenden Eltern in der Nachkriegszeit für einige Zeit mit anderen Familienmitgliedern als Displaced Persons gelebt, ehe sie im Frühjahr 1951 nach Kanada auswanderten. In Toronto wurde ihr Vater als Immobilienentwickler vermögend. Nach der Schulausbildung schrieb sich Hendeles an der University of Toronto für Social and Philosophical Studies ein. Den Titel Bachelor dieses Fachs erwarb sie 1969. Im Department of Fine Arts dieser Universität unterrichtete sie später (2001) als Adjunct Professor. Bildende Kunst studierte sie an der New School of Art (Toronto), Kunsttherapie bis 1984 an dem Toronto Institute of Art Therapy.
Ende der 1960er Jahre rebellierte sie gegen die behüteten und luxuriösen Verhältnisse ihres Elternhauses. Aus dem Anwesen ihrer Familie im eleganten Stadtteil Rosedale zog sie aus. Im Stadtzentrum Torontos, wo sie danach wohnte und das Leben der dortigen Bohème genoss, pflegte sie die Gesellschaft von Künstlern wie Michael Snow. Ihren Lebensunterhalt versuchte sie unabhängig von dem Vermögen ihrer Eltern zu bestreiten, indem sie in einer Cocktail-Bar und im Einzelhandel arbeitete.
Von 1980 bis 1989 führte sie in ihrer Heimatstadt unter dem Namen The Ydessa Gallery eine Galerie für zeitgenössische Kunst, nachdem sie dort eine Weile als Designerin von Küchen und Bädern gearbeitet hatte. In der Galerie präsentierte sie insbesondere kanadische Künstler, etwa Rodney Graham, Jeff Wall, Jana Sterbak und Ken Lum. Mit der Installation Canada von Christian Boltanski eröffnete sie 1988 die Ausstellungen ihrer Ydessa Hendels Art Foundation. Diese Kunststiftung verfügte über die ehemalige Halle einer Uniformfabrik in der Größe von rund 1200 Quadratmetern im Zentrum Torontos. In den frühen 1990er Jahren begann Hendeles damit, in die Ausstellungen von ihr präsentierter Künstler ihre eigenen künstlerischen Projekte zu integrieren. Nach rund 25 Jahren, im Jahr 2012, schloss sie die von ihr geleitete Ausstellungshalle.
Mit der kunstwissenschaftlichen Arbeit Curatorial Compositions promovierte sie 2009 unter Mieke Bal (Amsterdam School for Cultural Analysis, Theory and Interpretation, ASCA) an der Fakultät für Geisteswissenschaften der Universität Amsterdam „cum laude“. In ihrer Dissertation analysierte sie auch die Gemeinschaftsausstellung Partners, die 2003 im Haus der Kunst in München stattgefunden hatte. In der Ausstellung wurde im Zusammenhang mit ihrem 2002 entstandenen Werk The Teddy Bear Project die 2001 von Maurizio Cattelan geschaffene, von ihr erworbene Hitler-Figur Him eindrucksvoll inszeniert.
Der Kunstkritiker Georg Imdahl meinte über ihre bis 2018 entstandenen Arbeiten, besonders aber mit Blick auf die damalige Ausstellung des Werks Death To Pigs in der Kunsthalle Wien, dass Hendeles die Gabe entwickelt habe, das „Unheimliche“, die verdrängten Inhalte und Geschichten „in der Symbolik von Religion, Volksgut und nationaler Identität aufzustöbern“. In „theatralischer Lichtregie“ tauche sie die Dinge in ein Chiaroscuro und verleihe ihren Räumen und Installationen die Aura einer mysteriösen Erzählung. Aus Fundstücken aller Art – Kinderbüchern, Märchenbüchern und Spielzeugen, Fotografien, Drucken, Requisiten und Devotionalien – arrangiere sie einen regelrechten Komplex. Die darin komponierten Kunstobjekte und kulturhistorischen Gegenstände, Mythen und Märchen nutze sie als „soziologischen Quellcode“. Aus der Volkskunde destilliere sie vor dem Hintergrund ihrer Familienbiografie „Muster und Mechanismen von Ausgrenzung und Stigmatisierung“.
Ehrendoktorwürden erhielt sie 1996 von dem Nova Scotia College of Art and Design und 2000 von der University of Toronto. 1998 wurde ihr der Order of Ontario verliehen, 2002 die Queen Elizabeth II Golden Jubilee Medal, 2004 der Order of Canada, 2012 die Queen Elizabeth II Diamond Jubilee Medal. Im Jahr 2009 schenkte sie der Art Gallery of Ontario 32 Werke bekannter kanadischer und internationaler Künstler. Für die Qualität ihrer kuratorischen Arbeit verlieh ihr die Philipps-Universität Marburg im Oktober 2017 ebenfalls die Ehrendoktorwürde.
Hendeles lebt und arbeitet in Toronto und New York City. Aus ihrer geschiedenen Ehe mit einem Rechtsanwalt aus Toronto hat sie einen Sohn, Jason Neinstein Hendeles.

## Ausstellungen (Auswahl)
- 2002: sameDIFFERENCE, Ydessa Hendeles Art Foundation, Toronto[5]
- 2003: Partners, Haus der Kunst, München
- 2010: Marburg! The Early Bird!, Marburger Kunstverein
- 2015: From her wooden sleep…, Institute of Contemporary Arts, London
- 2018: Death To Pigs, Kunsthalle Wien
- 2019/2020: Tell me about yesterday tomorrow, Gemeinschaftsausstellung im NS-Dokumentationszentrum München

## Schrift
- Curatorial Compositions, Dissertation, Universität Amsterdam, 2009 (PDF).

## Filmdokumentation
- Agnès Varda: Ydessa, les ours et etc. Dokumentation (Video, 44 min.), Frankreich 2004.[6]